# Isma López
Ismael López Blanco (Pamplona, 29 de enero de 1990), más conocido como Isma López, es un exfutbolista español que jugaba como lateral izquierdo.

## Trayectoria
Su formación como futbolista empezó a los cinco años en el colegio San Agustín de Pamplona, ubicado en las proximidades del pueblo donde residía, Berriozar. Posteriormente, ingresó en el fútbol base del C. A. Osasuna hasta que, en junio de 2005, abandonó la disciplina rojilla para incorporarse a la cantera del Athletic Club. Este hecho provocó que la directiva de Osasuna rompiese las relaciones de forma oficial con el club bilbaíno.
Tras jugar en los equipos cadete y juvenil del club vizcaíno, pasó a formar parte de la plantilla del Bilbao Athletic, equipo con el que debutó en Segunda División B en la temporada 2007-08. En julio de 2010 rescindió su contrato con el Athletic y fichó por el Real Zaragoza "B". En julio de 2011 se incorporó al C. D. Lugo, con el que consiguió un ascenso a Segunda División a las órdenes de Quique Setién.
El 26 de junio de 2012 se anunció su regreso al Athletic Club, al que dirigía Marcelo Bielsa. Fue presentado dos días después junto a Aritz Aduriz. Su debut se produjo, el día 2 de agosto, en un partido de la Liga Europa disputado ante el N. K. Slaven Koprivnica en el que consiguió anotar dos goles. El 19 de agosto jugó su primer partido en Primera División contra el Real Betis Balompié.
El 18 de julio de 2013 rescindió su contrato con el Athletic y fichó por el Real Sporting de Gijón de Segunda División. En el cuadro asturiano se estableció como lateral izquierdo. El 17 de enero de 2016 anotó su primer gol en Primera División en una derrota por 5 a 1 ante el Real Madrid en el Santiago Bernabéu. Tres meses después marcó el tanto del triunfo, en el minuto 91, frente al Sevilla (2-1) en El Molinón que ayudó a conseguir la permanencia.
Tras cinco temporadas en el cuadro asturiano, el 9 de julio de 2018, se anunció su contratación por el AC Omonia Nicosia de la Primera División chipriota, del que se desvinculó en enero de 2019 para fichar por el C. D. Tenerife de Segunda División. El 22 de marzo anotó un doblete en una gran remontada ante Osasuna (3-2). Sin embargo, en la temporada 2019-20 no contó con muchos minutos y solo participó en ocho encuentros durante toda la campaña.
El 1 de septiembre de 2020 firmó por el F. C. Dinamo de Bucarest, abandonando el club rumano después de tres meses por impagos.
El 31 de enero de 2021 firmó por el Racing de Santander hasta final de temporada. Al término de la misma, habiendo sido titular en trece encuentros, renovó por tres campañas más. Sin embargo, en la campaña 2021-22 no tuvo apenas oportunidades y, el 6 de julio de 2022, rescindió su contrato con el club cántabro y puso fin a su carrera como futbolista profesional.
Tras su retirada, se incorporó a la Federación de Fútbol de Navarra como responsable de fútbol femenino.

## Selección nacional
En mayo de 2007 se proclamó campeón de Europa con la selección española sub-17. Posteriormente, entre los meses de agosto y septiembre, participó en la Copa Mundial sub-17 y consiguió un segundo puesto tras perder en la final ante Nigeria. En 2008 fue campeón de la XXXIV edición de la Copa del Atlántico con la selección sub-19.

## Clubes
| Club                     | País    | Año       |
| ------------------------ | ------- | --------- |
| Bilbao Athletic          | España  | 2007-2010 |
| Real Zaragoza "B"        | España  | 2010-2011 |
| C. D. Lugo               | España  | 2011-2012 |
| Athletic Club            | España  | 2012-2013 |
| Real Sporting de Gijón   | España  | 2013-2018 |
| A. C. Omonia Nicosia     | Chipre  | 2018-2019 |
| C. D. Tenerife           | España  | 2019-2020 |
| F. C. Dinamo de Bucarest | Rumania | 2020      |
| Racing de Santander      | España  | 2021-2022 |

## Palmarés

### Títulos internacionales
| Eurocopa sub-1Selección española sub-17 | Bélgica | 2007 |
| Subcampeón del mundial Sub-17           | Corea   | 2007 |

### Distinciones individuales
| Distinción                     | Año  |
| ------------------------------ | ---- |
| Once de bronce de Fútbol Draft | 2008 |